# Konsum Leipzig
Die Konsum Leipzig eG ist eine Konsumgenossenschaft mit Sitz in Leipzig und knapp 60 Filialen in Sachsen, Sachsen-Anhalt und Thüringen. Die Filialen in Halle (Saale) firmieren unter der Bezeichnung Konsum Halle. Die Konsumgenossenschaft Leipzig ist Mitglied der Zentralkonsum eG Berlin.

## Geschichte
Der 1848 in Leipzig entstandene Konsumverein wurde bereits am 4. Juli 1850 wieder verboten. Die erneute Gründung eines Konsumvereins erfolgte am 21. April 1865. Dieser löste sich jedoch nach hohen wirtschaftlichen Verlusten 1872 selbst auf.

1887 gewählter Vorstand der Genossenschaft, in der Mitte der langjährige Geschäftsführer Georg Fell

Ladengeschäft in der Bahnhofstraße, 1887

Inneres des Ladengeschäfts, 1909

Am 3. Februar 1884 fand die Gründungsversammlung des Consum-Vereins für Plagwitz und Umgegend statt, bei der 68 Personen die Mitgliedschaft beantragen. Der Geschäftsanteil der Mitglieder wurde auf 50 Mark festgelegt, wovon ein Drittel in wöchentlichen Raten zu begleichen war. Am 8. Mai 1884 erfolgte die Eintragung des Konsumvereins in das Genossenschaftsregister, und am 4. August 1884 wurde der erste Konsumladen in der Plagwitzer Bahnhofstraße 5 (heute Weißenfelser Straße 33) eröffnet. Ein weiterer Laden folgte erst am 1. Oktober 1887 in der Hauptstraße 32 (heute Windorfer Straße) in Kleinzschocher.
1889 erwarb die Genossenschaft für 39.000 Mark ein 2000 m² großes Gelände in der Plagwitzer Steinstraße (später Jahnstraße, heute Industriestraße). 1890 erfolgte dort die Grundsteinlegung für eine genossenschaftseigene Bäckerei. Auch ein Zentrallager und ein Haus mit Kontorräumen und Wohnungen entstanden hier. In der Folgezeit stiegen die Mitgliederzahlen, und weitere Filialen im Stadtgebiet wurden eröffnet. Bereits 1898 betrieb der Verein 24 Verkaufsstellen.

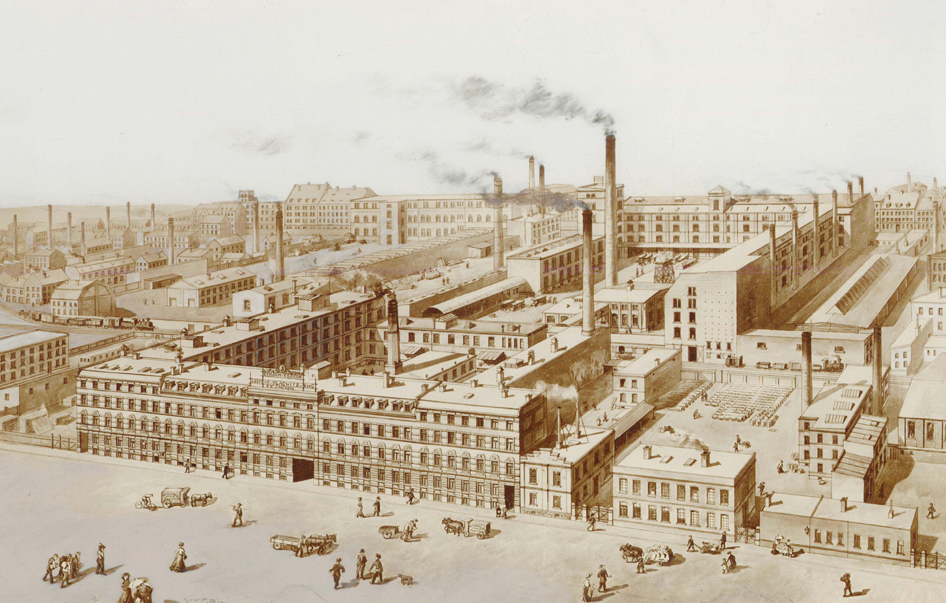
Stammsitz in der Jahnstraße, um 1900

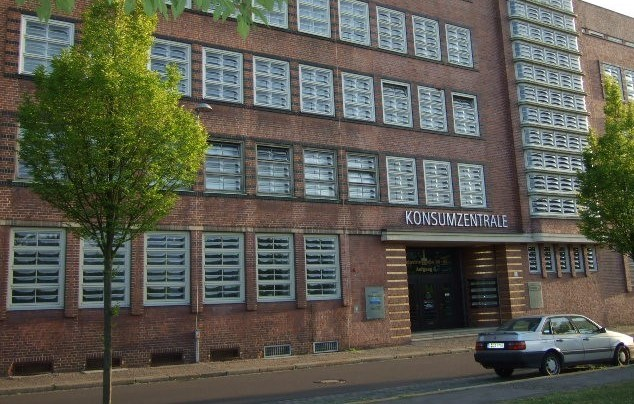
Konsumzentrale Leipzig-Plagwitz, gebaut Ende der 1920er Jahre nach einem Entwurf von Fritz Höger (2012)

Durch weitere Grundstückskäufe in den Jahren 1894, 1896 und 1901 konnte das Areal in der Plagwitzer Jahnstraße 85–95 bis zur Braustraße (heute Naumburger Straße) hin erweitert werden. Nach dem Kauf von zwei Nachbargebäuden und unter Einbeziehung eines Teils der alten Bebauung entstand hier die 1929–1932 von Fritz Höger im Stil des Expressionismus erbaute Konsumzentrale, die noch heute der Sitz der Konsumgenossenschaft Leipzig eG ist.
Die zwangsweise Umbenennung der Konsumgenossenschaft in Verbrauchergenossenschaft Leipzig-Plagwitz geschah durch den Beschluss der Vertreterversammlung am 20. Juni 1934, die Eintragung in das Genossenschaftsregister erfolgte am 10. September 1935. Zu diesem Zeitpunkt übernahm der SA-Obersturmführer Rudolf Süß die Leitung des Vereins. Damit begann die Gleichschaltung der Genossenschaft, an deren Ende mit der Verordnung zur Anpassung der verbrauchergenossenschaftlichen Einrichtungen an die kriegswirtschaftlichen Verhältnisse vom 18. Februar 1941 die Genossenschaften aufgelöst und in das Gemeinschaftswerk der Deutschen Arbeitsfront (GW) übernommen wurden. Die Geschäftsanteile von insgesamt 560.000 Reichsmark wurden an die Mitglieder zurückerstattet, während das Genossenschaftsvermögen jedoch 11 Mio Reichsmark betrug und somit verloren schien.
So wie im übrigen Deutschland wurden auch in Sachsen die liquidierten Vereine zu „Versorgungsringen“ des Gemeinschaftswerks zusammengefasst. Am 22. November 1941 wurde die Gemeinschaftswerk – Versorgungsring Leipzig GmbH, zu der etwa ein Sechstel des sächsischen Territoriums gehörte, ins Handelsregister eingetragen. Zu ihr gehörten neben fast allen Filialen der Leipziger Genossenschaft die der Genossenschaften Zwenkau und Borna, Golzern und Eilenburg.
Direkt nach Kriegsende stellte der Versorgungsring in der amerikanischen Besatzungszone, zu der Leipzig  kurzzeitig  gehörte, die Versorgung der ehemaligen Zwangs- und Fremdarbeiter sowie von Militärverwaltung, Schulen und Krankenhäusern sicher. Als am 2. Juli 1945 die Rote Armee die Macht übernahm und die Stadt zur Sowjetischen Besatzungszone gehörte, zählte der Versorgungsring Leipzig zu den beschlagnahmten Unternehmen. Deshalb konnte die Versorgung der Bevölkerung nicht gesichert werden. Erst mit dem SMAD-Befehl Nr. 176 Über die Wiederherstellung der Konsumgenossenschaften in der Sowjetischen Besatzungszone vom 18. Dezember 1945 durften die Vereine wieder „bewirtschaftete Lebensmittel und gewerbliche Gebrauchsgüter“ verkaufen und einen eigenen Großhandel betreiben. Das umfangreiche Vermögen der Genossenschaft wurde an diese rückübertragen. Der alte Name Gemeinschaftswerk behielt noch bis zum 1. September 1946 seine Gültigkeit.
Schon vor Gründung der DDR hatte sich die SED in der Leipziger Konsumgenossenschaft durchgesetzt. 1949 wurde die Genossenschaft dem Verband deutscher Konsumgenossenschaften eG (VDK) in Berlin unterstellt. So wie die Volkseigenen Betriebe musste nun auch die Konsumgenossenschaft ihre Gewinne zum großen Teil an den Staat abführen. Mit Bildung der Bezirke in der DDR 1952 traten 14 Bezirksverbände an die Stelle der 1946 gegründeten Landesverbände. Der Konsumgenossenschaftsverband Bezirk Leipzig bestand bis 1999 und wurde dann in die Konsum Leipzig Handels- und Dienstleistungsgesellschaft mbH, eine Tochter der Konsum Leipzig eG, umgewandelt.
Die Konsum Leipzig eG wurde am 30. September 1952 in eine Stadtgenossenschaft und einen Landverband (Konsumgenossenschaftsverband Kreis Leipzig eGmbH) aufgespalten. Mit der Neustrukturierung der Stadtgenossenschaft wurde am 1. Januar 1961 der Konsumgenossenschaftsverband Stadt Leipzig eGmbH mit sieben eigenständigen Stadtbezirksgenossenschaften geschaffen. Aus den Stadtbezirksgenossenschaften entstand am 1. Januar 1968 die einheitliche Konsumgenossenschaft Stadt Leipzig. Die Mitglieder des Landverbandes vereinigten sich am 1. Januar 1969 zur Konsumgenossenschaft Kreis Leipzig.
Am 1. Januar 1991 wurde die heutige Konsum Leipzig eG gegründet. Sie entstand durch Fusion der Konsumgenossenschaften Stadt Leipzig, Kreis Leipzig und Delitzsch. Bei ihrer Gründung verfügte sie über 579 Verkaufsstellen und 71 Gastronomiebetriebe, von denen Ende 2008 noch 60 Supermärkte und 10 Nachbarschaftsläden (kleinere Filialen mit 80…200 m²) existierten.

## Warenhäuser

Warenhaus in der Zschocherschen Straße, 1901

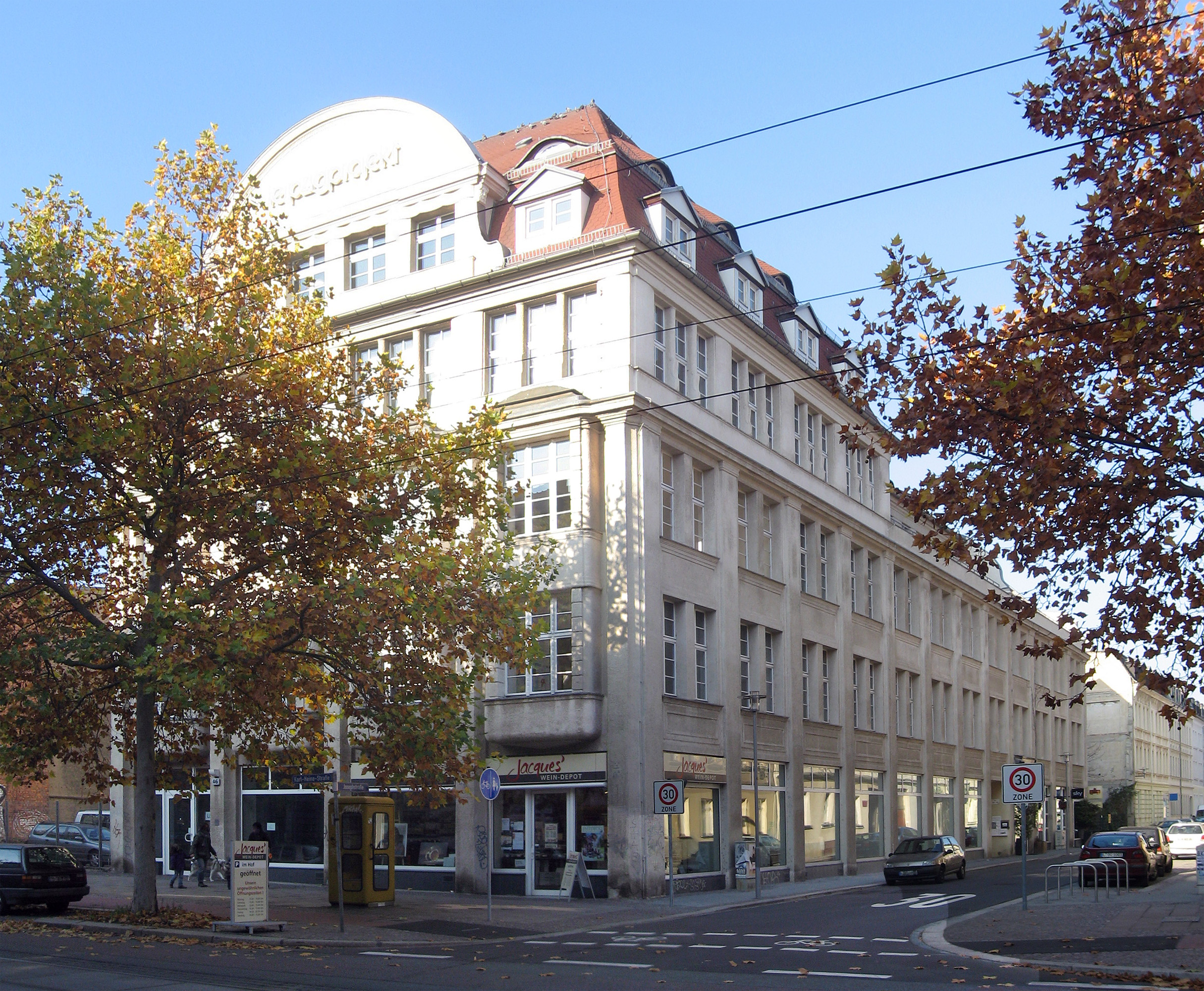
Ehemaliger Josephkonsum, 2011

Nachdem die ersten Warenhäuser dem Konsumverein Konkurrenz zu machen drohten, mietete er selbst zwei Warenhäuser an, eines am Lindenauer Markt 18 und eines in der Zschocherschen Straße 41a. Der Verkauf begann dort am 9. Februar bzw. am 28. Oktober 1900. Ein Kaufhaus mit eigenem Grundbesitz in der Dresdner Straße 55 kam 1903 dazu. Die angemieteten Kaufhäuser wurden bis zum Oktober 1912 betrieben und dann aufgegeben. Ihnen folgte der am 24. Oktober 1912 eröffnete „Josephkonsum“. Das dreistöckige vom Architekten Emil Franz Hänsel entworfene Gebäude in der Karl-Heine-Straße 46 verfügte über eine Verkaufsfläche von 1.600 m², es wurde 1913 und 1929/30 zur Josephstraße 44–46 hin erweitert.
Zwei weitere Kaufhäuser wurden am 1. November 1914 in der Südstraße 109 (heute Karl-Liebknecht-Straße 151) und 1926 in der Halleschen Straße 114 (heute Georg-Schumann-Straße) als „Sonderverteilungsstellen“ eröffnet.
Nach der Zerschlagung der Konsumgenossenschaften im Nationalsozialismus gehörten die Kaufhäuser zur Gemeinschaftswerk Kaufhaus-Gesellschaft mbH. Im Zweiten Weltkrieg brannte das Kaufhaus in der Dresdner Straße am 20. Februar 1944 vollständig aus. Es wurde nach dem Krieg als Kaufhaus Aufbau 1947/48 wieder aufgebaut.
Nach den durch den Volksentscheid in Sachsen 1946 erfolgten Enteignungen übernahm die Genossenschaft 1947 das ehemalige Kaufhaus Rudolf Knoop. 1949 wurde das 1929 errichtete Kaufhaus Epa (Einheitspreis AG) in der Lützner Straße 70 übernommen, es hatte später die Namen Kaufhaus Deutsch-Sowjetische Freundschaft, Kaufhaus der 1000 Dinge und Kontakt-Kaufhaus „Moderne Hauswirtschaft“. Auch das 1904 eröffnete Indanthrenhaus am Thomaskirchhof 22 wurde 1949 als Kaufhaus Fortschritt (später Modehaus Topas) übernommen.
Drei Warenhäuser – das Warenhaus am Brühl, das in der Josephstraße und das in der Dresdner Straße – musste die Leipziger Konsumgenossenschaft am 1. Januar 1965 an das Zentrale Handelsunternehmen »konsument« abgeben. Das wenig attraktive Kaufhaus in der Dresdner Straße wurde 1968 in das Eigentum der Leipziger Genossenschaft zurückübertragen. Bis 1990/91 bewirtschaftete sie die drei Kaufhäuser Thomaskirchhof, Lützner Straße und Dresdner Straße.

## Kaufhallen
Die erste Kaufhalle der Konsumgenossenschaft wurde im Juli 1967 in der Nordstraße eröffnet. Sie hatte eine Verkaufsfläche von 165 m². Vier größere Kaufhallen kamen im Herbst 1969 dazu. Die jeweils 430 m² großen Märkte befanden sich an den Standorten An der Märchenwiese, Lützner Straße, Anhalter Straße und Trinitatisplatz.
1989 verfügte die Genossenschaft über 18 Kaufhallen, von denen die meisten noch heute betrieben werden und inzwischen in moderne Supermärkte umgewandelt worden sind.

## Aktuelles

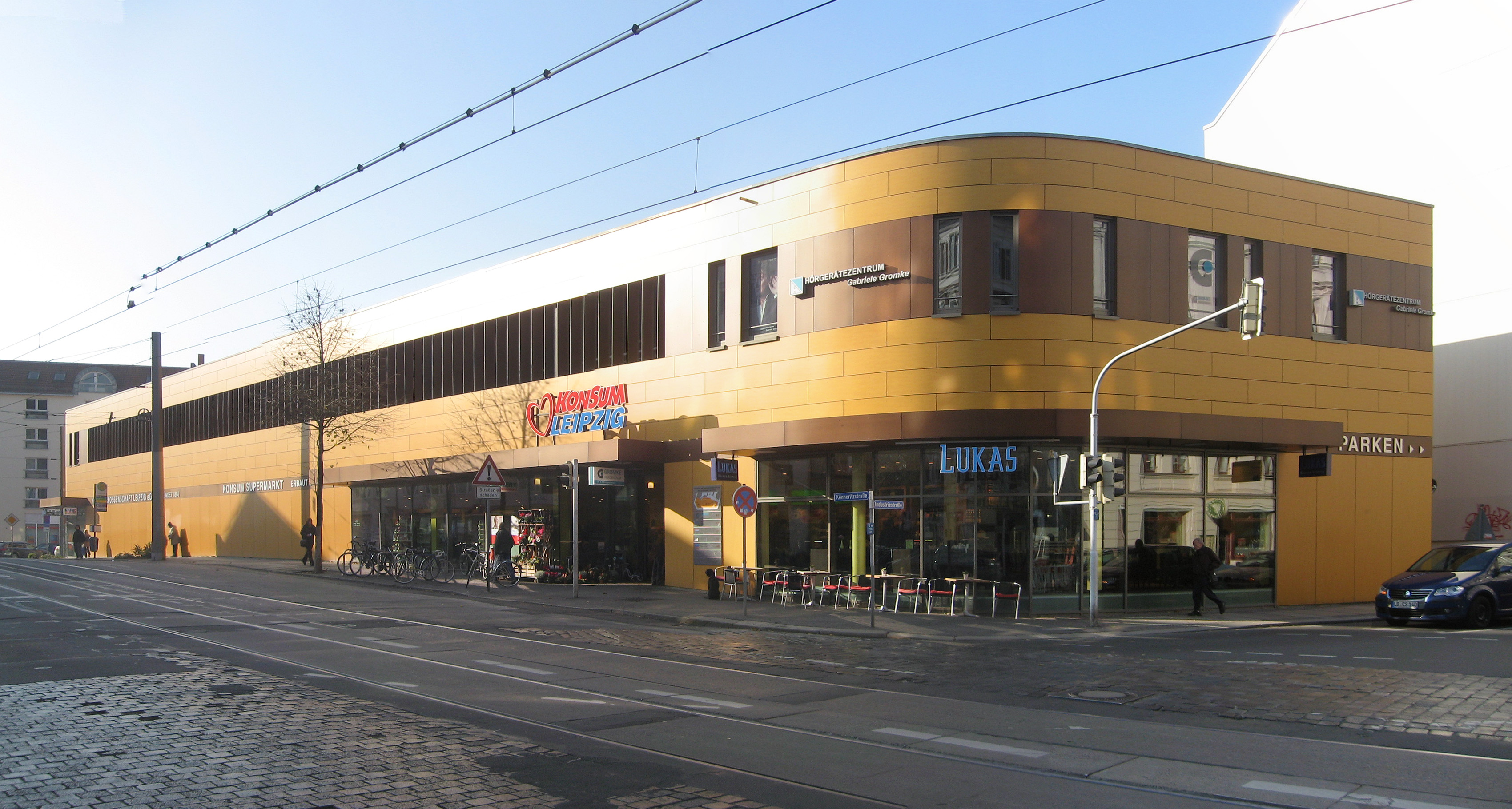
Konsum Supermarkt Könneritzstraße, 2011

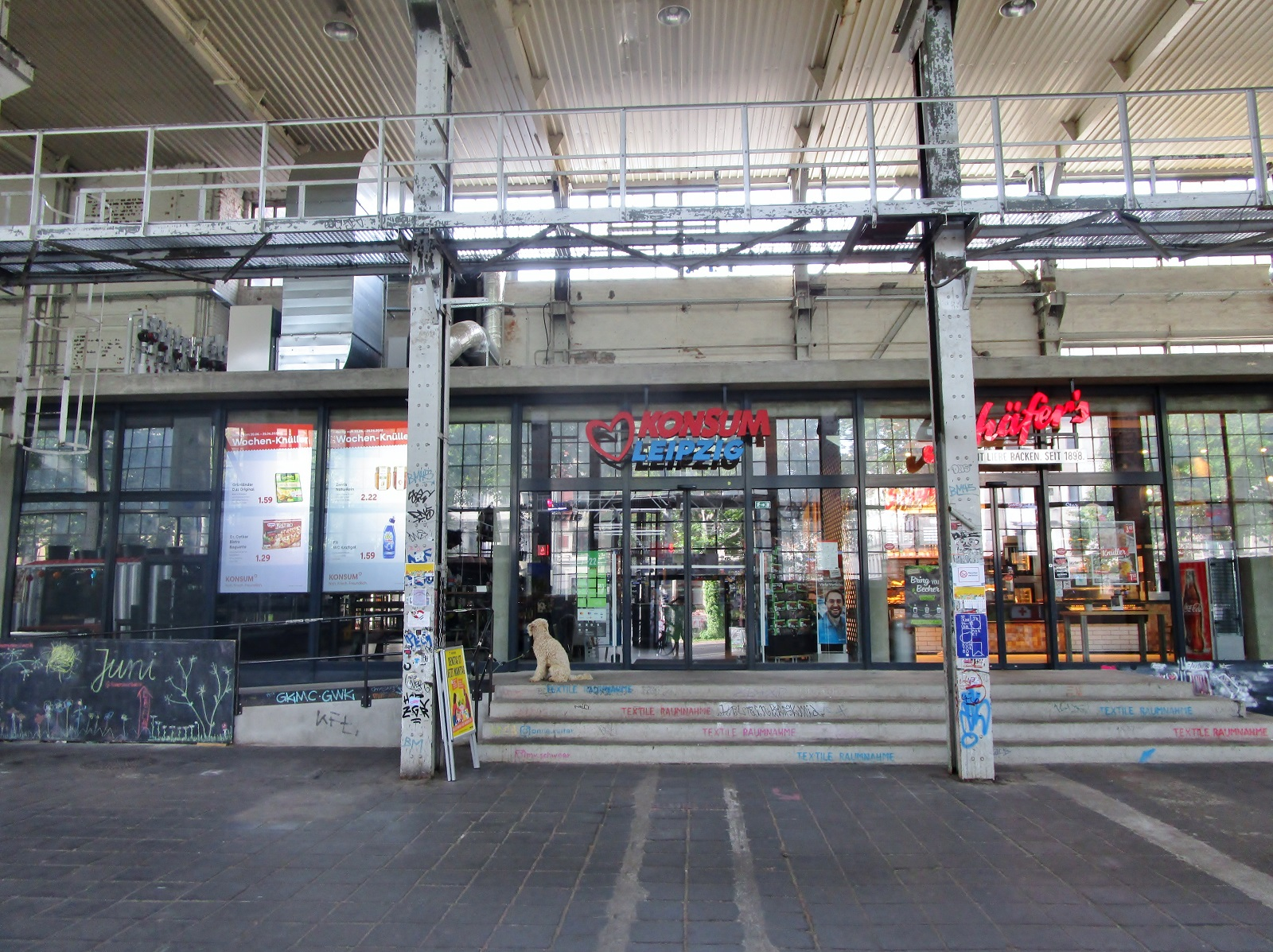
Konsum im Westwerk, 2022

2006 baute die Genossenschaft das erste Einkaufszentrum in Eigenregie in der Gohliser Coppistraße. Der Bau der Architekten RKW Rhode Kellermann Wawrowsky wurde 2007 mit dem Architekturpreis der Stadt Leipzig ausgezeichnet. Weitere Einkaufsmarkt-Neubauten folgten 2008 in der Schleußiger Könneritzstraße und 2013 in der Sebastian-Bach-Straße, beide ebenfalls von RKW entworfen, sowie 2007 der Supermarkt am Zoo in der Nordstraße, entworfen von der Bürogemeinschaft BAUKOMPLEX. In einer ehemaligen Produktionshalle im historischen Westwerk-Komplex in Leipzig-Plagwitz entstand 2019 eine Filiale in unmittelbarer Nähe der ersten Warenausgabestelle des Consum-Vereins für Plagwitz und Umgegend. Die erste Filiale in Chemnitz wurde im Herbst 2017 eröffnet. Die aber schon 2023 wieder geschlossen wurde. Auch in Halle (Saale) ist das Unternehmen im Jahr 2025 mit acht Filialen vertreten. Die dortigen Filialen firmieren unter der Bezeichnung Konsum Halle.
Heute betreibt der Konsum Leipzig knapp 60 Filialen in den Bundesländern Sachsen, Sachsen-Anhalt und Thüringen. Verschiedene Märkte wurden von der Fachzeitschrift „Lebensmittel-Praxis“ in den Jahren 2005, 2008, 2010 und 2013 zum SuperMarkt des Jahres gekürt. Unter dem Namen LOFEX (Local Food Express) unterhielt die Konsumgenossenschaft von 2001 bis 2024 einen eigenen Lieferservice für ausgewählte Produkte.
2021 hatte der Konsum 27.745 Mitglieder und 3,3 % Rückvergütung und 2,2 % Dividende wurden in diesem Jahr ausgeschüttet.
Die Filialen verteilen sich wie folgt auf die Bundesländer (Stand: Januar 2024):
| Land                 | Anzahl |
| -------------------- | ------ |
| Sachsen – in Leipzig | 56 47  |
| Sachsen-Anhalt       | 7      |
| Thüringen            | 1      |
| gesamt               | 64     |

## Bedeutende Konsumgenossenschafter aus Leipzig
- Georg Fell (Geschäftsführer 1887–1900)
- Wilhelm Fischer (Vorstandsvorsitzender 1925–1949)
- Paul Göhre (Verfasser der ersten ausführlichen Darstellung zur Geschichte des Leipziger Konsumvereins)